# Сцена в Раундхей Гардън
„Сцена в Раундхей Гардън“ (на английски: Roundhay Garden Scene) е британски късометражен ням филм на режисьора Луи Льо Принс от 1888 година, заснет на 14 октомври същата година. Той е вторият филм на Льо Принс след „Мъж се разхожда на ъгъла“ от предходната година.

## Продукция
Кинолентата е заснета като експериментален филм, чиято цел е да се провери работоспособността на поредната хронофотографска камера, изобретена от Льо Принс. На заснетите кадри се вижда как роднините на режисьора се разхождат в градината на имението „Раундхей Гардън“ в Оукууд Грейндж, предградие на Лийдс, Великобритания, което е било собственост на тъста и тъщата на Льо Принс, Джоузеф и Сара Уитли. На лентата се виждат и Адолф Льо Принс – син на режисьора, и Хариет Хартли. 10 дни след заснемането на филма, на 24 октомври 1888 година, на 72-годишна възраст почива Сара Уитли.

## Технически особености
Филмът е заснет на ролирана фотохартия с ширина 54 милиметра, разработена през 1884 година от Джордж Истман и Уилям Уокър. За снимките е използвана хронофотографска камера с условно название „LPCCP Mk II“ с обектив, предшественик на по-малко удачната камера с 16 обектива. Льо Принс е бил изобретил 2 такива камери, различаващи се несъществено една от друга. Според сведенията на Адолф Льо Принс, за кадрите в „Раундхей Гардън“ е използван първия екземпляр, снимащ с 12 кадъра в секунда. Льо Принс никога не е монтирал кинолентата като завършен филм, а е съществувал като отделни кадри до 1930 година, когато е бил копиран на стъклена фотографска плака в Лондонския музей на науката, където дъщерята Мери на режисьора е предала оригиналния негатив, съдържащ 20 кадъра (1,66 секунди екранно време при честота 12 кадъра в секунда).
През 1989 година в „Британския национален медиямузей“ в Брадфорд движещите се изображения са възпроизведени по цифровия метод, в резултат на което се получават 52 кадъра с времетраене от 2,11 секунди.

## В ролите
- Адолф Льо Принс
- Сара Уитли
- Джоузеф Уитли
- Хариет Хартли